# Pharaphodius infinitus
Pharaphodius infinitus es una especie de escarabajo del género Pharaphodius, tribu Aphodiini. Fue descrita científicamente por Schmidt en 1920.
Se distribuye por Kenia. Mide aproximadamente 6,7 milímetros de longitud. Se ha registrado a elevaciones de 900 metros.